# アンナ・フォン・ザクセン (1903-1976)
アンナ・フォン・ザクセン（ドイツ語: Prinzessin Anna von Sachsen, 1903年5月4日 - 1976年2月8日）は、最後のザクセン王フリードリヒ・アウグスト3世の末娘。

## 生涯
1902年12月9日にドレスデン宮廷を出奔したザクセン王太子妃ルイーゼが、5か月後に逗留先のリンダウで出産した女児がアンナだった。王太子夫妻は1903年2月11日にザクセン王ゲオルクの布告によって法的に離婚していた。しかし生まれた女児の実父が王太子かどうかを検査するために医師が派遣され、検分ののち女児の父親は王太子だと判断した。この所見に基づき、1903年7月13日、ザクセン王は王太子妃に対し、年金の支給を条件に女児を手放してドレスデンの王宮で養育させることを要求したが、王太子妃は要求を拒んだ。
出奔直後、王太子妃は子供たちのフランス語教師で愛人関係にあったアンドレ・ジロンとジュネーヴで公然と同棲していたが、1903年2月上旬に関係を解消している。アンナの実父はジロンだとする説もある。王太子妃は1904年10月よりザクセン王となっていた元夫フリードリヒ・アウグスト3世と交渉し、3万ないし4万マルクの示談金と引き換えに娘を引き渡そうとするが、直前になって翻意し再度拒否する。王太子妃が作曲家エンリコ・トセリと再婚するに及び、1907年10月26日、ついにアンナは母親と離別してドレスデン宮廷に引き取られ、父（とされる）フリードリヒ・アウグスト3世の手許で5人の兄姉と一緒に生活し、王女として育てられることになった。このとき既に4歳半になっていた。

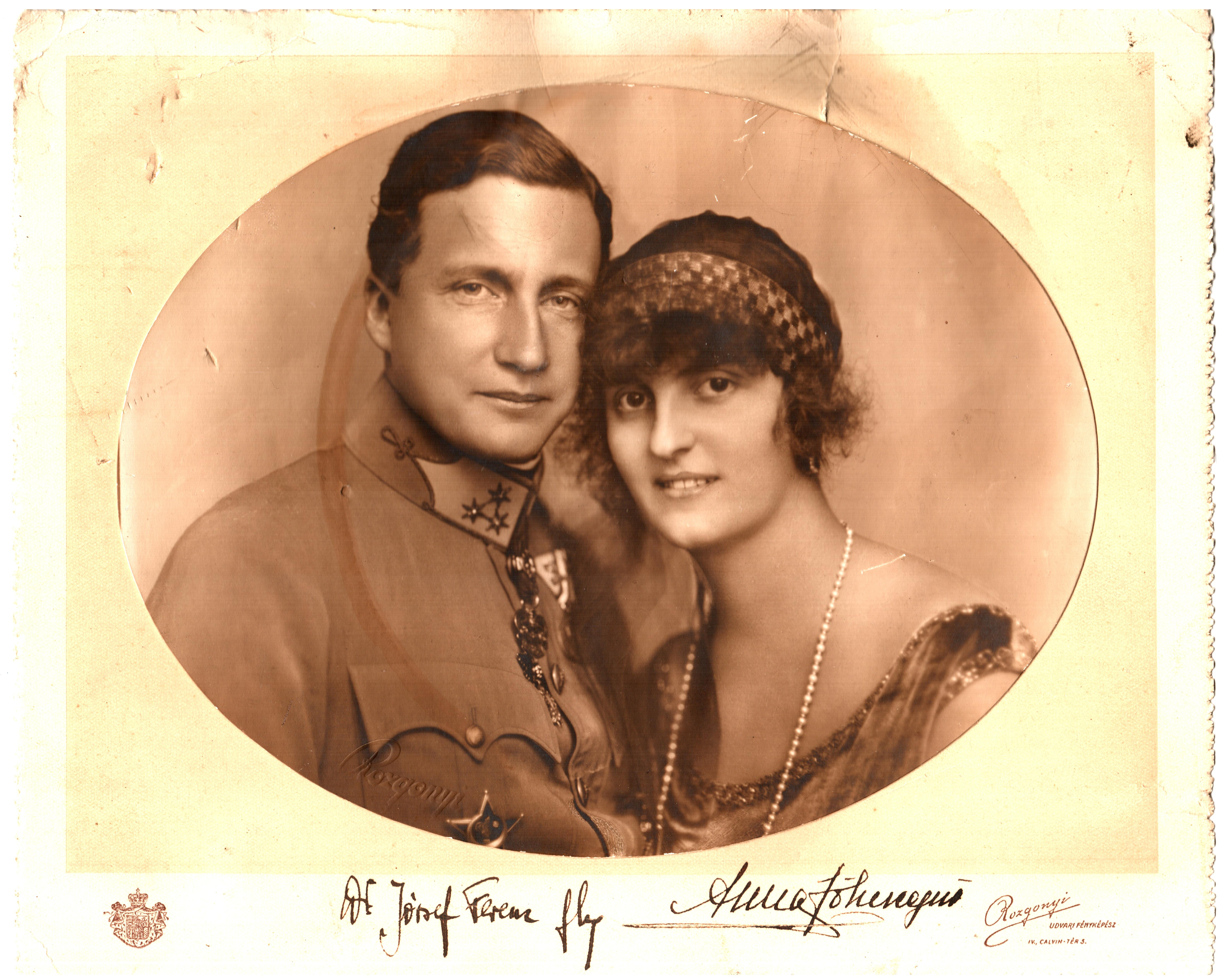
アンナと夫ヨーゼフ・フランツ、1924年

1924年10月4日、ジビレノルトにおいて、ハプスブルク家のハンガリー分家（「宮中伯家」）の嗣子ヨーゼフ・フランツ大公と結婚し、間に8人の子女をもうけた。大公夫妻は戦間期ブダペストの上流社交界において、旧王朝を代表する賓客として名誉ある扱いを受けていた。洗練された社交術や立ち居振る舞いを称賛されていたにもかかわらず、夫妻には社交界の催事に遅刻する悪癖があり、そのことで不評を買っていたようである。
大公一家は1944年にハンガリーを出国し、第二次世界大戦後は西側諸国で亡命生活を送った。1957年に夫大公と死別する。1972年、アメリカ人レジナルド・カザンジャン（1905年 - 1990年）と再婚したが、4年後に没した。

## 子女
- マルギト（1925年 - 1979年） - 1944年、モンテレオーネ公アレクサンダー・エルバ＝オデスカルキ（スウェーデン語版）[注釈 1]と結婚（1974年離婚）
- イロナ（1927年 - 2007年） - 1946年、メクレンブルク公ゲオルク・アレクサンダーと結婚（1974年離婚）
- アンナ・テレシア（1928年 - 1984年）
- ヨーゼフ・アールパード（1933年 - 2017年） - 1956年、レーヴェンシュタイン＝ヴェルトハイム＝ローゼンベルク侯女マリアと結婚
- イシュトヴァーン（1934年 - 2011年） - 1971年、マリア・アンダールと結婚
- マリア・キンガ（1938年 - ） - 1959年キシュ・エルネーと結婚（1974年離婚）、1988年ヨアヒム・クリーストと再婚
- ゲーザ（1940年 - ） - 1965年モニカ・デッカーと結婚（1991年離婚）、1992年エリザベス・J・カンスタッターと再婚
- ミヒャエル（1942年 - ） - 1966年、レーヴェンシュタイン＝ヴェルトハイム＝ローゼンベルク侯女クリスティアーネと結婚[注釈 2]